# Vodikova bomba
Vodikova bomba (tudi termonuklearna bomba, hidrogena bomba, H-bomba, fuzijska bomba) je vrsta jedrskega orožja, ki izrablja veliko količino sproščene jedrske energije pri procesu jedrskega zlitja. 

## Države
Danes je znano, da ima le šest držav te bombe: ZDA, Ruska federacija, Francija, Združeno kraljestvo, Ljudska republika Kitajska in Indija.

## Princip delovanja
Vodikove bombe uporabljajo Teller-Ulamovo načelo, v katerem se bomba deli na "primarni" in "sekundarni" del. Vodikova bomba je detonirana v posebno izdelanem predelu, ki se dotika kapsule, ki vsebuje  vodikovo gorivo in deluje kot detonator vodikove bombe. Ta del imenujemo "primarni" del vodikove bombe. "Sekundarni" del je kapsula z vodikovim gorivom, ki povzroči glavno eksplozijo.

Eksplozijo vodikove bombe delimo na 5 faz.

### Prva faza
Prva faza je stanje vodikove bombe, ko v njej ne poteka nobena reakcija in se detonacija še ni začela

### Druga faza
V drugi fazi se sproži detonator bombe v "primarnem" delu bombe. Začne teči reakcija.

### Tretja faza
Ko teče reakcija se sproščajo žarki γ in rentgenski žarki, ki nato začnejo segrevati "sekundarni" del vodikove bombe (kapsulo, v kateri se nahajajo tritij, devterij in litijev hidrid).

### Četrta faza
Reakcije v "primarnem" delu vodikove bombe je konec. Sprosti se ogromna količina energije v obliki toplote, ki začne segrevati zunanji del "sekundarne" kapsule. To povzroči, da se vsebina "sekundarnega" dela vodikove bombe začne krčiti. Ko se vsebina kapsule bolj in bolj krči, so delci snovi znotraj kapsule vedno bližji drug drugemu.

### Peta faza
Ko so atomi snovi v notranjosti "sekundarnega" dela že čisto približani, in se skoraj dotikajo, se začne fuzija, ki pomeni začetek pete in zadnje faze vodikove bombe. Pri fuziji se začnejo atomi v notranjosti kapsule združevati, kar povzroči, da je njihova masa vedno večja. Ko se njihova masa poveča toliko, da atomi postanejo nestabilni, se začne njihov razpad (Podobno kot pri atomski bombi). Pri tem se v trenutku sprosti ogromna količina energije, ki povzroči končno eksplozijo vodikove bombe.

Končna eksplozija vodikove bombe je zelo podobna tisti pri atomski bombi. Razlika je v tem, da se pri atomski bombi fisija začne takoj, ko približamo dva kosa urana drug drugemu, pri vodikovi bombi pa je pred začetkom fizije več faz, poteči pa mora tudi fuzija. Posledično je vodikova bomba nadgradnja atomske in ima od nje tudi veliko večjo moč, saj se s povezovanjem več faz se poveča količina goriva in s tem tudi moč same bombe. Največja vodikova bomba (Car bomba Sovjetske zveze) je imela moč čez 50 milijonov ton TNT-ja.